# Pesquera, Cantabria
Pesquera, Cantabria tỉnh và cộng đồng tự trị Cantabria, phía bắc Tây Ban Nha. Đô thị Pesquera, Cantabria có diện tích là 8,93 ki-lô-mét vuông, dân số năm 2009 là 72 người với mật độ 8,06 người/km². Đô thị này có cự ly km so với Santander.